# 瑞聲科技
瑞聲科技控股有限公司（英語：AAC Technologies Holdings Inc，港交所：2018、OTCBB：AACAY
）是一家在香港交易所上市的工業公司。是在1993年深圳成立。2016年9月起成為恒生指數成份股。
主要生產声学、无线射频、振动马达、微摄像头，产品种类涵盖移动通信、IT产品、消费电子、家用电器、汽车和医疗仪器等行业。
其中中國業務比重最多，其次是韓國等新興國家，其創辦人為潘政民執行董事。
2005年在香港交易所掛牌上市，當時招股定價為2.73港元。
2017年5月11日，沽空機構Gotham City Research質疑瑞聲科技的財務報表做假，其毛利率比其他供應蘋果公司產品的同業不正常地高。消息令瑞聲科技的股價應聲下挫，一度下跌一成三。

## 外部連結
- 瑞聲聲學科技 （页面存档备份，存于）